# Landesstraße 333

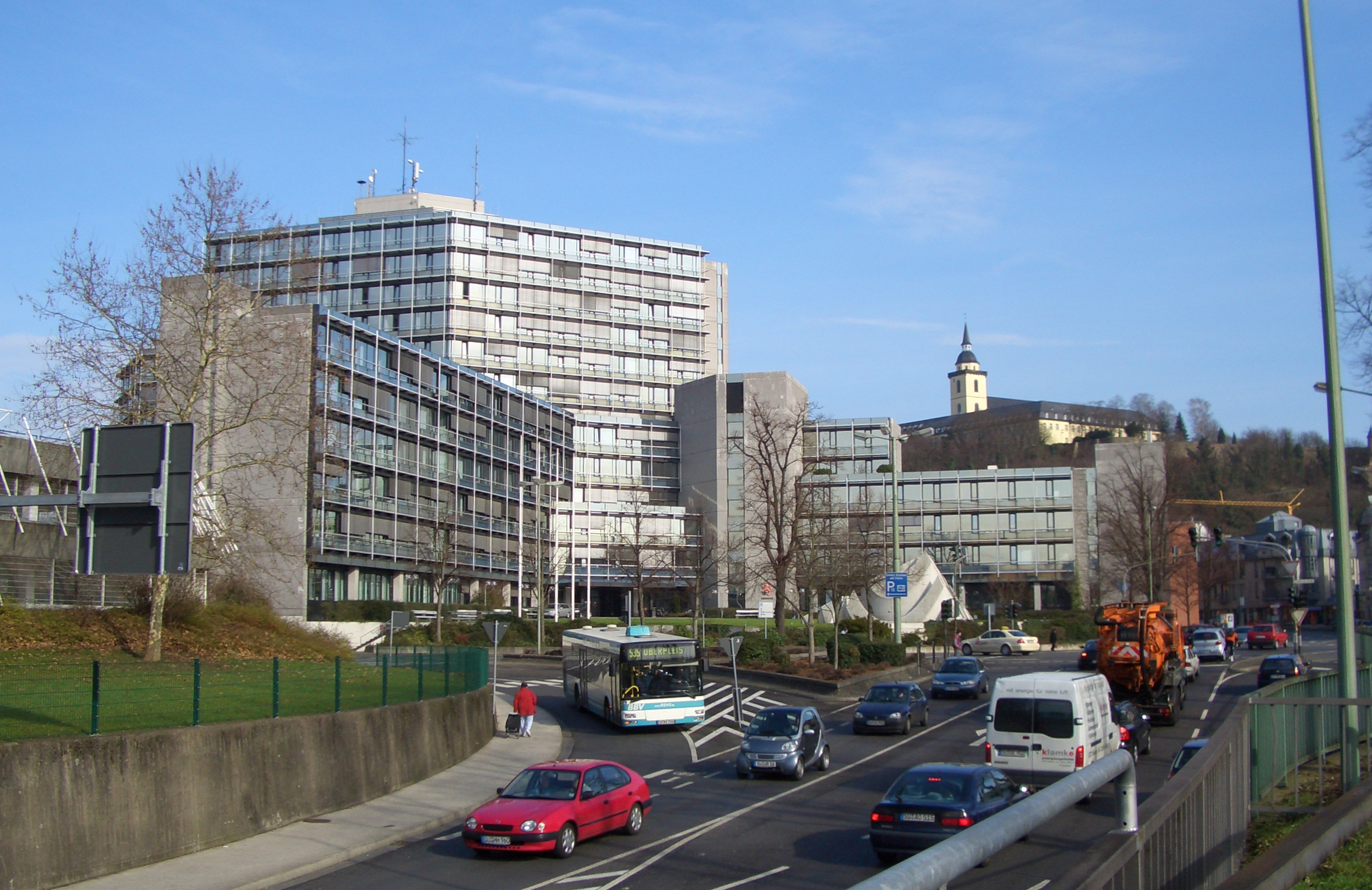
Der städtische Teil der L 333 führt auch am Kreishaus des Rhein-Sieg-Kreises vorbei, im Hintergrund der Michaelsberg.

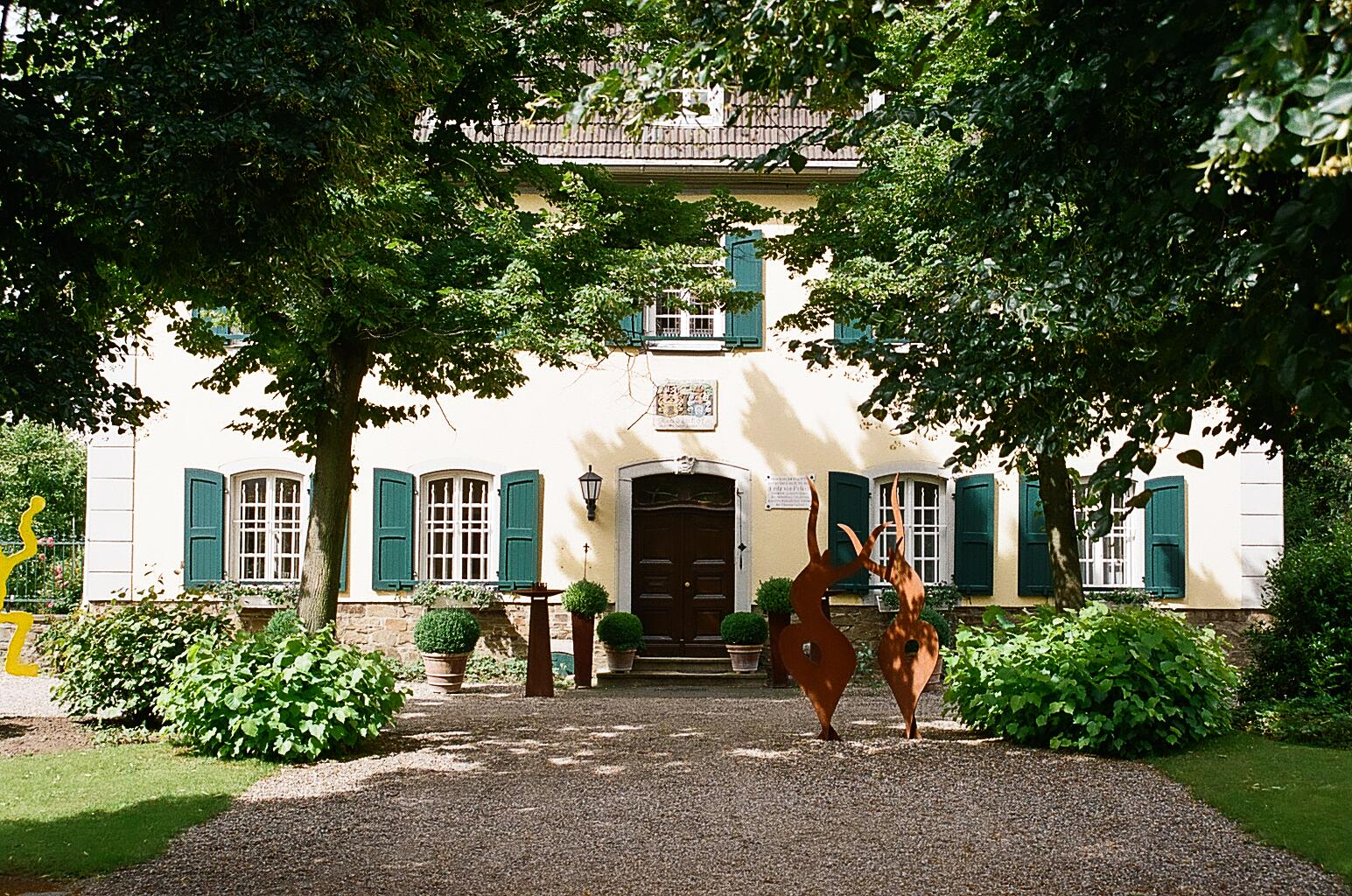
Einer der Hennefer Höfe

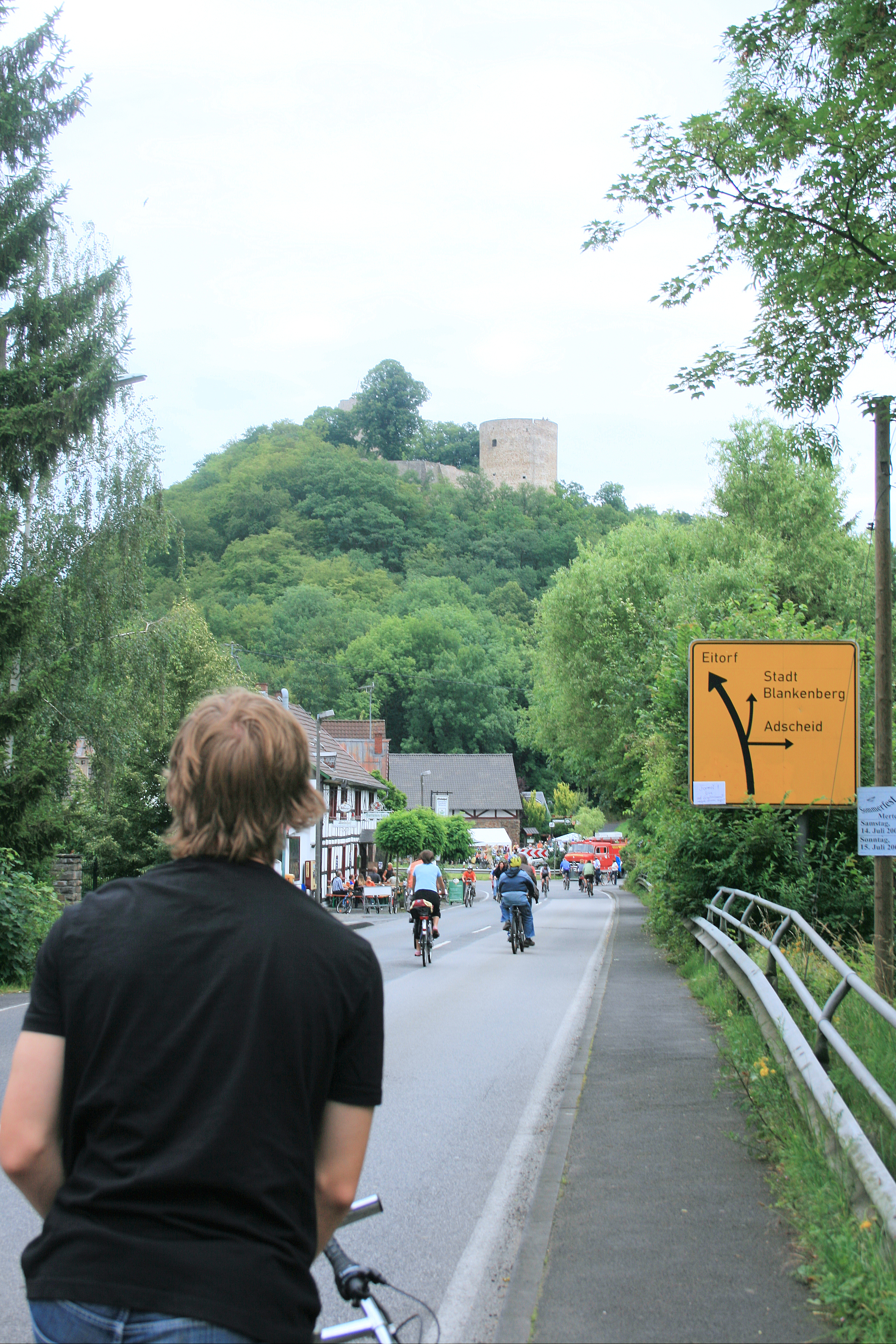
Burg Blankenberg liegt steil oberhalb der L 333

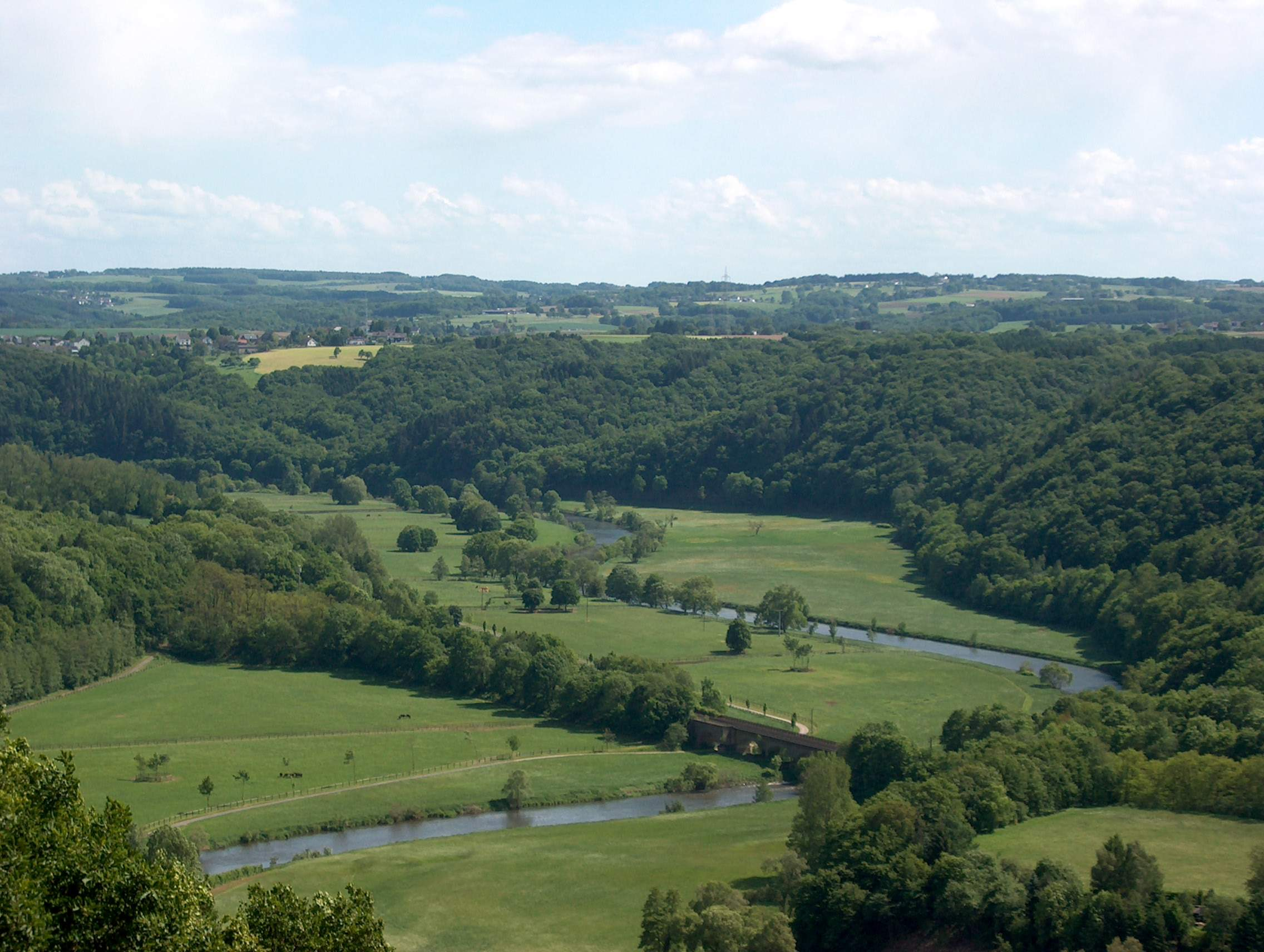
Die L 333 verläuft hier rechtsseitig der Sieg dicht am bewaldeten Hang

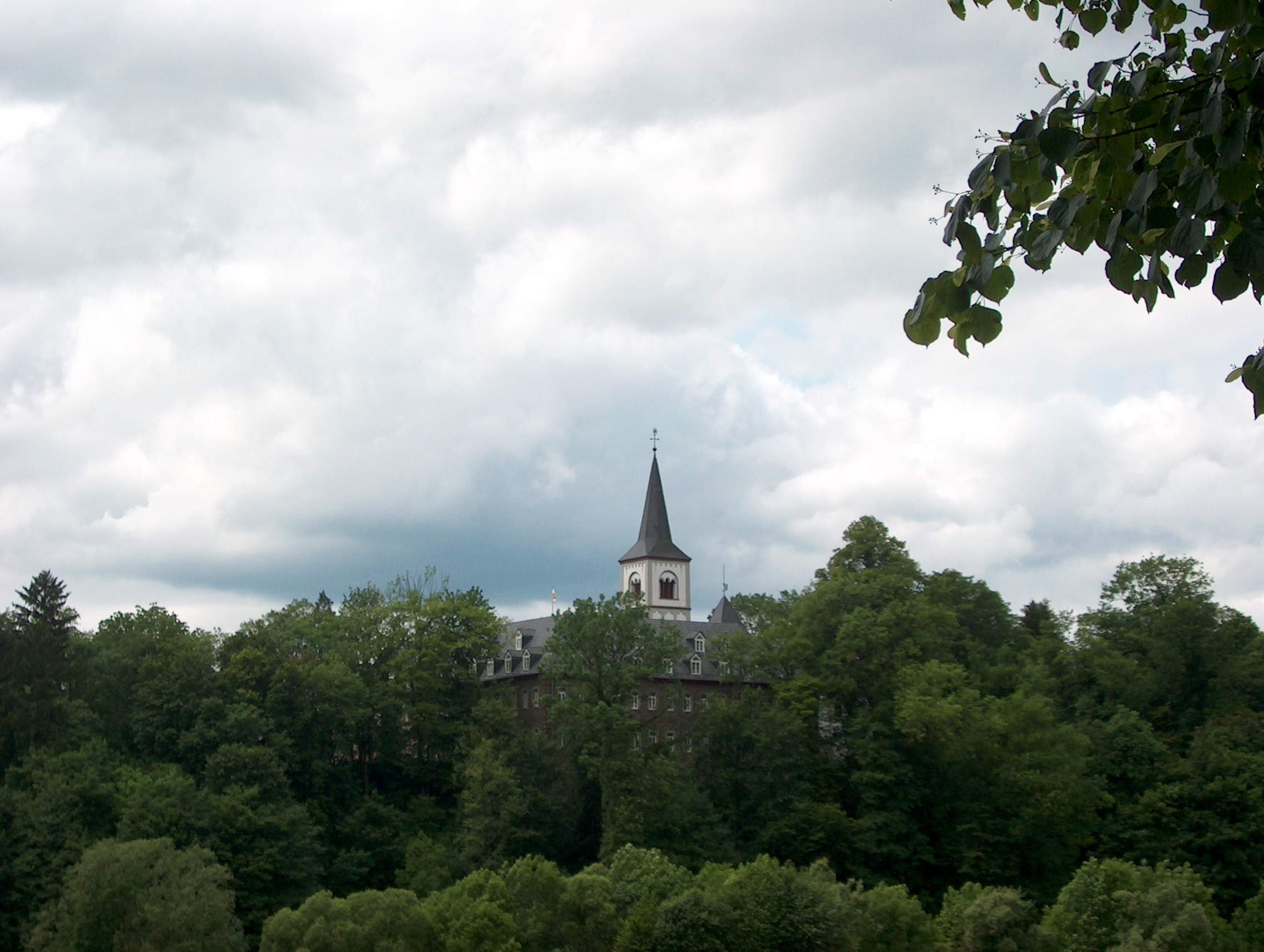
Direkt nördlich der L 333 liegt Kloster Merten

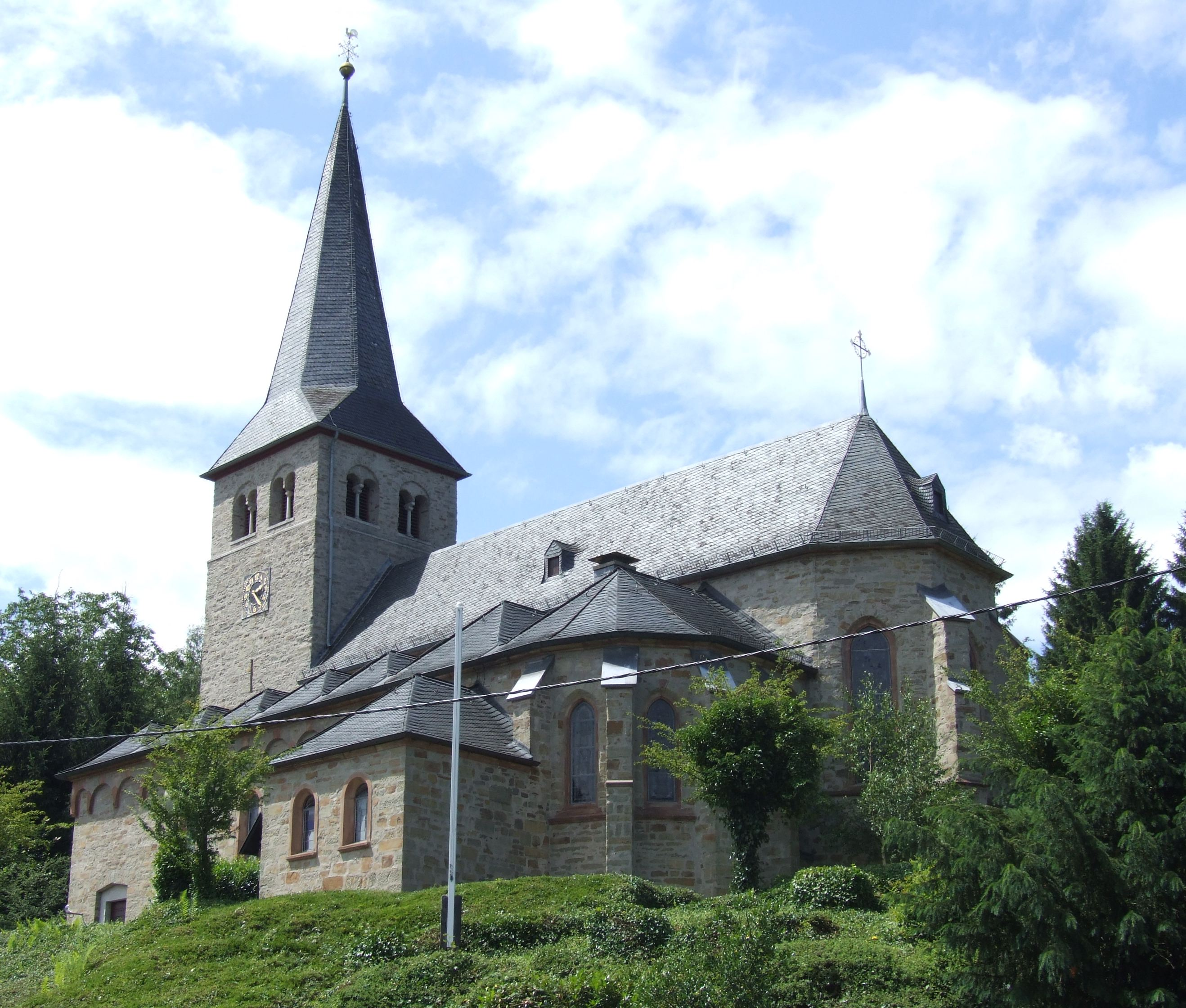
St. Peter (Herchen)

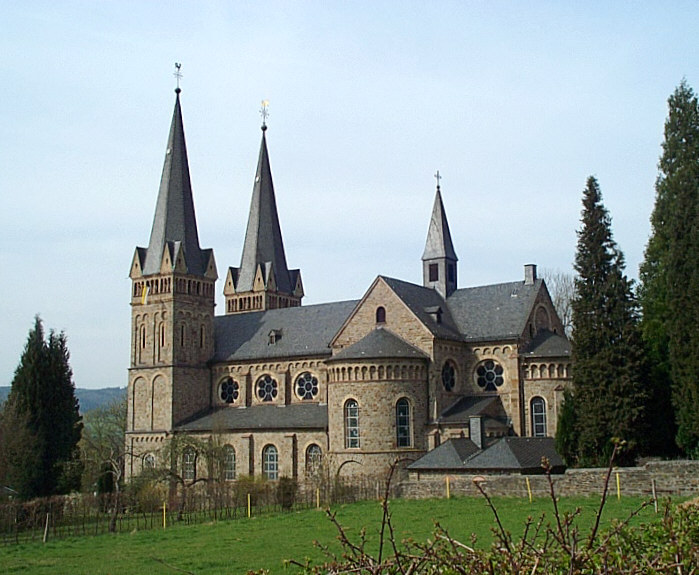
Der Siegtaldom in Dattenfeld

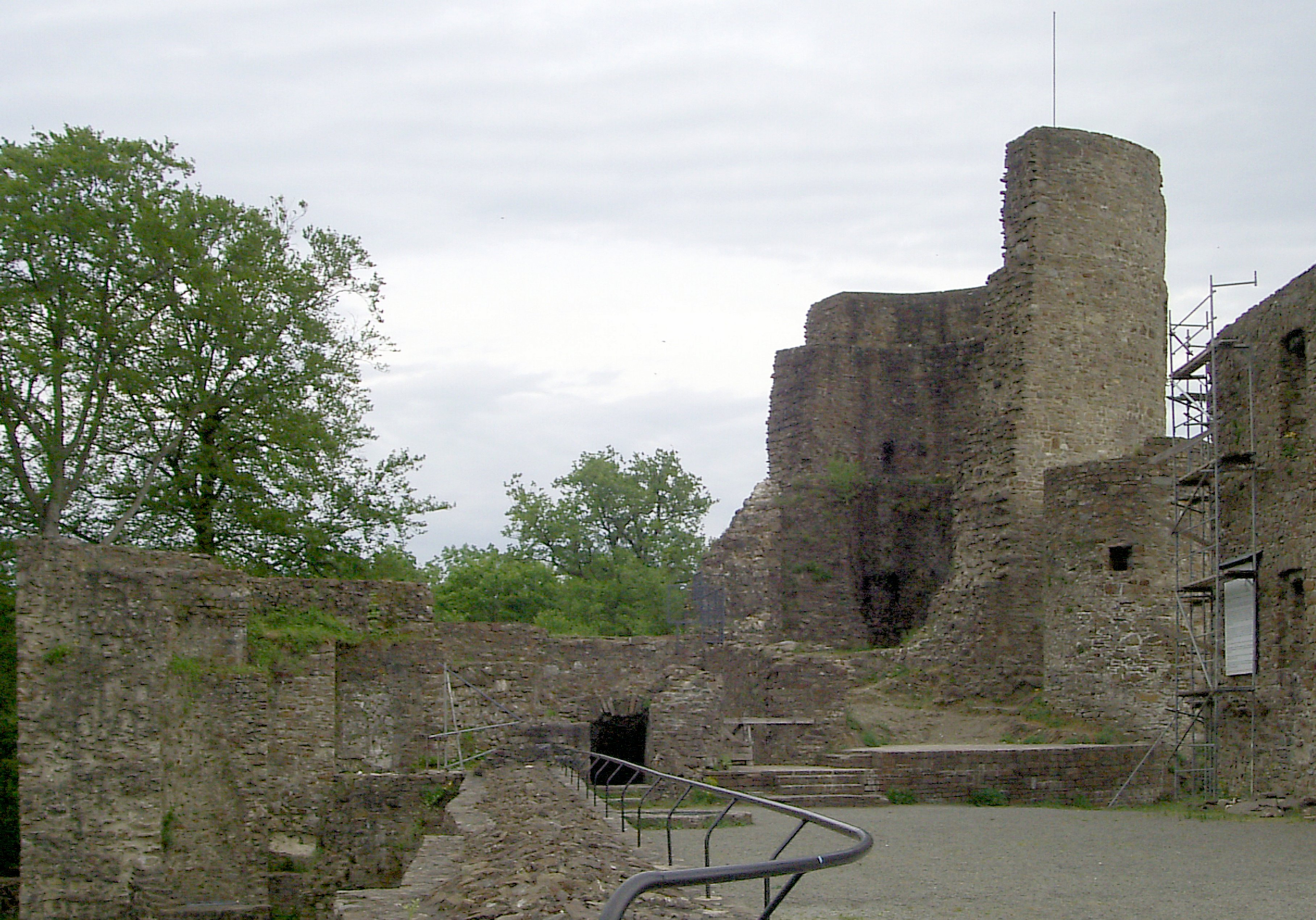
Burg Windeck

Die nordrhein-westfälische Landesstraße 333, kurz L 333, führt von Troisdorf nach Morsbach-Erblingen. Kernstück ist die ehemalige Siegtalstraße, die um 1859 begleitend zum Bau der Siegstrecke der Eisenbahn geschaffen wurde. Teilweise ist die L 333 identisch mit der Sieg-Freizeitstraße. Der größte Teil der L 333 ist eingebunden in die Veranstaltung Siegtal Pur, die bis Netphen reicht.

## Verlauf

### Siegburg
Die L 333 beginnt in Siegburg auf der Luisenstraße, der weitere Verlauf wird in Troisdorf als Bundesstraße 8 Frankfurter Straße genannt. Grenze ist die Bundesstraße 56.
Die Abschnitte 1,1 (bis zur L 16/Johannesstraße), 1,2 (bis zur L 332/Willy-Brandt-Ring), 1,3 (bis zur L 16/Bonner Straße), 1,4 (bis zur Wilhelm-Ostwald-Straße) und 1,5 (bis zur L 316/Wahnbachtalstraße) liegen in Siegburg.

### Sankt Augustin
Im Abschnitt 1,6 wird die Sieg überquert und Sankt Augustin-Buisdorf erreicht.

### Hennef
Ab der L 121/Hauptstraße verläuft der Abschnitt 1,7, der die A 3 unterquert und bis zur Stoßdorfer Straße in Hennef (Sieg) reicht. Die Abschnitte 1,8 (bis zur A 560 Abfahrt Hennef (Sieg)-West), 1,9 (bis zur L 125/Wippenhohner Straße), 2,2 (bis zum Kreisel) und 2,3 (bis zur A 560 Abfahrt Hennef (Sieg)-Ost) liegen direkt im Hennefer Stadtgebiet.
Ab hier erfolgt eine erste Unterbrechung der Landesstraße, die weitere Führung ist die Bundesstraße 478. Der frühere Abzweig in die Blankenberger Straße wurde herabgestuft.
Am Ausbauende der A 560 führt die Europastraße als L 333/Abschnitt 3,2 zum alten Verlauf der Landesstraße und an den historischen Anfang der Siegtalstraße. Hier ist die Straße dicht an den Hängen des ab hier engen Siegtales angelegt. Durch Dondorf und Greuelsiefen gelangt man bei Haus Attenbach an die K 36 (Rtg. Allner), wo Hinweisschilder zum Kloster Bödingen stehen. Ab hier wird auch die L 333 zur Sieg-Freizeitstraße.
Streckenabschnitt 4 führt nach Stein (K 36 Rtg. Adscheid) und an die K 19 mit Stadt Blankenberg. Der weitere Abschnitt 5 führt über kurvenreiche fünf Kilometer durch Bülgenauel zur Landesstraße 268 in Eitorf-Bach, wo man Burg und Kloster Merten über eine Brücke erreichen kann.

### Eitorf
Abschnitt 5 führt bis zur K 27, Abschnitt 7 bis zur L 86 (Bouraueler Brücke), Abschnitt 8 Bahnhofstraße bis zur L 86 Brückenstraße und somit ins Zentrum von Eitorf. Abschnitt 9 geht bis Alzenbach, wo die K 18 abzweigt und die L 333 über eine Brücke wieder an das nördliche Siegufer wechselt.

### Windeck
Nach der Siegbrücke (Abschnitt 10), wo die L 317 einmündet, führt Abschnitt 11 über fünf Kilometer an der Unkelmühle vorbei durch Stromberg nach Herchen-Bahnhof. Hier zweigt die Landesstraße 312 (Igelshof) Richtung Leuscheid ab.
2 Kilometern weiter liegt Herchen mit der L 312 (Rtg. Much). Dieser Abschnitt 12 ist ebenfalls sehr kurvenreich, ähnlich wie der weitere Verlauf der L 333. Nach 6 Kilometern im Abschnitt 13 ist nach Röcklingen, Kaltbachmühle und Hoppengarten Rossel/Wilberhofen mit dem Abzweig der K 55 erreicht.
Abschnitt 14 führt nach Dattenfeld, wo eine Einbahnstraßenregelung besteht (Abschnitte 15, 16, 17). Abschnitt 18 führt fünf Kilometer vorbei am Schlossberg der Burg Windeck (Sieg) und nach Schladern an den Kreisel B 256 / K 7. Hier endet die L 333 in ihrem Verlauf an der Sieg, die östlichen Abschnitte der B 256 fünf und vier unterdrücken die Abschnitte 19 und 20 der L 333. In Rosbach zweigt nach zwei Kilometern erneut die L 333 Rtg. Hurst ab. Dieser fünf Kilometer lange Abschnitt 21 ist steil ansteigend und endet an der Landesgrenze zu Rheinland-Pfalz, Verbandsgemeinde Hamm (Sieg) mit der L 112. Kurz darauf endet Abschnitt 22 in Kohlberg/Überholz an der K 32.

### Oberbergischer Kreis
Wie kurz zuvor verläuft Abschnitt 23 entlang den Grenzen, wechselt bei Vierbuchen endgültig aus Windeck und verläuft kurz durch Waldbröl, um in Erblingen zu enden.

## Verkehr
Die L 333 wird im Abschnitt 5 bei Hennef-Stein täglich von über 8.500 Fahrzeugen frequentiert, mit steigender Tendenz. Besonders die Abschnitte 5 und 13 sind für schwere Unfälle bekannt. Seit 2005 starben auf der L 333 zehn Menschen bei Verkehrsunfällen (2005: 1, 2006: 3, 2007: 1, 2008: 1, 2009: 4). Zur Überwachung der zahlreichen Geschwindigkeitsbeschränkungen werden stationäre Messanlagen in Greuelsiefen und Eitorf-Harmonie sowie zahlreiche mobile Radarmessungen eingesetzt.
Immer am ersten Sonntag im Juli wird die L 333 im Siegtal auf rund 100 Kilometern für den Autoverkehr gesperrt.